# Szirenyiki eszkimó nyelv
A szirenyiki eszkimó nyelv (saját elnevezésével сиӷыных) az eszkimó-aleut nyelvcsalád eszkimó ágának egyik, nemrég kihalt nyelve. A szirenyiki eszkimó utolsó anyanyelvi beszélője Valentina Wye volt, azóta ennek a nyelvnek a helyén a csaplini eszkimó nyelvet beszélik. A többi eszkimó nyelvcsoporttal való pontos rokonsági viszonya még nincs véglegesen tisztázva:
- az eszkimó nyelvek egy önálló harmadik ága (a jupik eszkimó és az inuit eszkimó mellett);
- vagy a jupik eszkimók egyik képviselője.

A többi eszkimó nyelvhez hasonlóan igen gazdag morfológiájú nyelv. Tipológiailag poliszintetikus és inkorporáló vonások jellemzik.